# José Martí Gómez
José Martí Gómez (Morella, 1937 - Barcelona, 22 de febrer de 2022) fou un periodista valencià.

## Biografia
Va diplomar-se en magisteri per la Universitat de València i es va iniciar en el periodisme com a corrector al Diari de Barcelona, cap a 1963. Després de dos anys d'aprenentatge, va acceptar un contracte a El Periódico Mediterráneo, un diari de l'anomenat Movimiento Nacional. El 1970, a través de Josep Maria Huertas, va ser contractat per El Correo Catalán. José Martí va col·laborar en el setmanari Por Favor, fent sàtira i comentari polític. Amb l'arribada de la democràcia a Espanya, va treballar per al diari El País. Va escriure al diari La Vanguardia i va participar en les tertúlies de la Cadena SER, on va realitzar entrevistes i reportatges de diverses temàtiques.
Les cròniques judicials i l'entrevista van ser els gèneres per excel·lència del periodista, però a la professió és considerat el mestre de la crònica negra.
Va ser guardonat amb diversos premis, com el reconeixement a l'Ofici de Periodista el 1999, atorgat pel Col·legi de Periodistes de Catalunya; el premi Manuel del Arco, juntament amb Josep Ramoneda; dos premis Ciutat de Barcelona de periodisme, i el 2008, el Premi Nacional de Periodisme ex aequo. El 2016 va publicar un llibre de memòries, El oficio más hermoso del mundo (Clave intelectual).